# Акропома
Акропома (Acropoma) — рід окунеподібних риб родини акропомових (Acropomatidae). Відомо 6 видів, що поширені в Індійському та Тихому океанах.

## Опис
Дрібні рибки, завдовжки 10-20 см. Здатний до біолюмінесценції. На череві знаходиться світловий орган, що складається з світлової залози, рефлектора та кришталика. Форма світлового органа залежить від виду.

## Види
- Acropoma argentistigma Okamoto & H. Ida, 2002
- Acropoma boholensis Yamanoue & Matsuura, 2002
- Acropoma hanedai Matsubara, 1953
- Acropoma japonicum Günther, 1859
- Acropoma lecorneti Fourmanoir, 1988
- Acropoma profundum Okamoto, 2014[1]